# 1962년 일본 프로 야구 올스타전
1962년 일본 프로 야구 올스타전은 1962년 7월 24일과 7월 26일에 열린 일본 프로 야구의 올스타전 경기이다.

## 출장 선수
| 센트럴 리그 | 센트럴 리그       | 센트럴 리그 | 센트럴 리그 |
| ----------- | ----------------- | ----------- | ----------- |
| 감독        | 가와카미 데쓰하루 | 요미우리    |             |
| 코치        | 후지모토 사다요시 | 한신        |             |
| 코치        | 몬젠 마사토       | 히로시마    |             |
| 투수        | 무라야마 미노루   | 한신        | 4           |
| 투수        | 고야마 마사아키   | 한신        | 6           |
| 투수        | 곤도 히로시       | 주니치      | 2           |
| 투수        | 아키야마 노보루   | 다이요      | 7           |
| 투수        | 오이시 기요시     | 히로시마    | 2           |
| 투수        | 나카무라 미노루   | 요미우리    | 첫 출장     |
| 투수        | 가네다 마사이치   | 고쿠테쓰    | 12          |
| 투수        | 곤도 마사토시     | 다이요      | 2           |
| 투수        | 무라타 겐이치     | 고쿠테쓰    | 3           |
| 투수        | 가키모토 미노루▲  | 주니치      | 첫 출장     |
| 포수        | 모리 마사히코     | 요미우리    | 3           |
| 포수        | 에토 신이치       | 주니치      | 3           |
| 포수        | 네고로 히로미쓰   | 고쿠테쓰    | 2           |
| 포수        | 도이 기요시▲      | 다이요      | 7           |
| 1루수       | 오 사다하루       | 요미우리    | 3           |
| 2루수       | 곤도 아키히토     | 다이요      | 첫 출장     |
| 3루수       | 나가시마 시게오   | 요미우리    | 5           |
| 유격수      | 요시다 요시오     | 한신        | 9           |
| 내야수      | 구와타 다케시     | 다이요      | 4           |
| 내야수      | 후지이 히로무     | 히로시마    | 3           |
| 내야수      | 고사카 요시타카   | 히로시마    | 2           |
| 내야수      | 아소 사네오       | 다이요      | 첫 출장     |
| 외야수      | 곤도 가즈히코     | 다이요      | 3           |
| 외야수      | 사카자키 가즈히코 | 요미우리    | 3           |
| 외야수      | 모리 도루         | 주니치      | 4           |
| 외야수      | 모리나가 가쓰하루 | 히로시마    | 2           |
| 외야수      | 나미키 데루오     | 한신        | 2           |

| 퍼시픽 리그 | 퍼시픽 리그       | 퍼시픽 리그 | 퍼시픽 리그 |
| ----------- | ----------------- | ----------- | ----------- |
| 감독        | 미즈하라 시게루   | 도에이      |             |
| 코치        | 벳토 가오루       | 긴테쓰      |             |
| 코치        | 나카니시 후토시   | 니시테쓰    |             |
| 코치        | 우노 미쓰오▲      | 다이마이    |             |
| 투수        | 오자키 유키오     | 도에이      | 첫 출장     |
| 투수        | 이나오 가즈히사   | 니시테쓰    | 5           |
| 투수        | 도바시 마사유키   | 도에이      | 5           |
| 투수        | 요네다 데쓰야     | 한큐        | 5           |
| 투수        | 가지모토 다카오   | 한큐        | 7           |
| 투수        | 구보 유키히로     | 긴테쓰      | 첫 출장     |
| 투수        | 구보타 오사무     | 도에이      | 2           |
| 투수        | 미나가와 무쓰오   | 난카이      | 3           |
| 포수        | 노무라 가쓰야     | 난카이      | 6           |
| 포수        | 와다 히로미       | 니시테쓰    | 5           |
| 포수        | 안도 준조         | 도에이      | 2           |
| 포수        | 가와이 야스히코▲  | 니시테쓰    | 4           |
| 1루수       | 에노모토 기하치   | 다이마이    | 8           |
| 2루수       | J. 블룸           | 긴테쓰      | 2           |
| 3루수       | 고다마 아키토시   | 긴테쓰      | 6           |
| 유격수      | 도요다 야스미쓰   | 니시테쓰    | 8           |
| 내야수      | 히로세 요시노리   | 난카이      | 5           |
| 내야수      | B. 피터슨         | 난카이      | 첫 출장     |
| 내야수      | 가쓰라기 다카오   | 다이마이    | 5           |
| 외야수      | 야마우치 가즈히로 | 다이마이    | 9           |
| 외야수      | 하리모토 이사오   | 도에이      | 3           |
| 외야수      | 다미야 겐지로     | 다이마이    | 8           |
| 외야수      | 세키네 준조       | 긴테쓰      | 5           |
| 외야수      | 요시다 가쓰토요   | 도에이      | 2           |
| 외야수      | 부스지마 쇼이치   | 도에이      | 6           |
| 외야수      | 다카쿠라 데루유키 | 니시테쓰    | 5           |

- 굵은 글씨는 팬 투표로 선출된 선수, ▲는 출장 사퇴 선수 발생에 의한 보충 선수.
  - 구보타(도에이), 미나가와(난카이), 가와이(니시테쓰) 등은 2경기 모두 출전 기회가 없었다.[2]

## 올스타전 경기 결과

### 1차전

#### 스코어
| 팀 | 1 | 2 | 3 | 4 | 5 | 6 | 7 | 8 | 9 | R | H  | E |
| 센트럴 | 0 | 0 | 0 | 0 | 0 | 0 | 0 | 0 | 0 | 0 | 4  | 2 |
| 퍼시픽 | 3 | 2 | 0 | 0 | 0 | 0 | 0 | 2 | X | 7 | 13 | 0 |
| 승리 투수: 이나오 가즈히사(니시테쓰) 패전 투수: 곤도 히로시(주니치) 홈런: 퍼시픽 – 잭 블룸(긴테쓰·1회 1점), 야마우치 가즈히로(다이마이·2회 2점) |   |   |   |   |   |   |   |   |   |   |    |   |

#### 출장 선수
| 센트럴 | 센트럴 | 센트럴            |
| 타순   | 수비   | 선수              |
| ------ | ------ | ----------------- |
| 1      | (중)   | 곤도 가즈히코     |
| 2      | (우)   | 모리나가 가쓰하루 |
| 3      | (三)   | 나가시마 시게오   |
| 4      | (一)   | 오 사다하루       |
| 5      | (유)   | 구와타 다케시     |
| 6      | (좌)   | 사카자키 가즈히코 |
| 7      | (포)   | 모리 마사히코     |
| 8      | (투)   | 곤도 히로시       |
| 9      | (二)   | 곤도 아키히토     |

| 퍼시픽 | 퍼시픽 | 퍼시픽            |
| 타순   | 수비   | 선수              |
| ------ | ------ | ----------------- |
| 1      | (二)   | J. 블룸           |
| 2      | (유)   | 도요다 야스미쓰   |
| 3      | (一)   | 에노모토 기하치   |
| 4      | (중)   | 야마우치 가즈히로 |
| 5      | (좌)   | 하리모토 이사오   |
| 6      | (우)   | 다미야 겐지로     |
| 7      | (三)   | 고다마 아키토시   |
| 8      | (포)   | 노무라 가쓰야     |
| 9      | (투)   | 이나오 가즈히사   |

#### 수상 선수
MVP
- 잭 블룸(긴테쓰)

### 2차전

#### 스코어
| 팀 | 1 | 2 | 3 | 4 | 5 | 6 | 7 | 8 | 9 | R | H  | E |
| 퍼시픽 | 0 | 1 | 2 | 0 | 0 | 0 | 0 | 0 | 2 | 5 | 10 | 0 |
| 센트럴 | 2 | 0 | 2 | 0 | 0 | 0 | 0 | 0 | 0 | 4 | 9  | 1 |
| 승리 투수: 오자키 유키오(도에이) 패전 투수: 오이시 기요시(히로시마) 홈런: 퍼시픽 – 하리모토 이사오(도에이·2회 1점, 9회 2점) 센트럴 – 오 사다하루(요미우리·1회 2점), 에토 신이치(주니치·3회 2점) |   |   |   |   |   |   |   |   |   |   |    |   |

#### 출장 선수
| 퍼시픽 | 퍼시픽 | 퍼시픽            |
| 타순   | 수비   | 선수              |
| ------ | ------ | ----------------- |
| 1      | (二)   | J. 블룸           |
| 2      | (유)   | 히로세 요시노리   |
| 3      | (一)   | 에노모토 기하치   |
| 4      | (중)   | 야마우치 가즈히로 |
| 5      | (좌)   | 하리모토 이사오   |
| 6      | (우)   | 다미야 겐지로     |
| 7      | (三)   | 고다마 아키토시   |
| 8      | (포)   | 노무라 가쓰야     |
| 9      | (투)   | 도바시 마사유키   |

| 센트럴 | 센트럴 | 센트럴          |
| 타순   | 수비   | 선수            |
| ------ | ------ | --------------- |
| 1      | (중)   | 곤도 가즈히코   |
| 2      | (우)   | 나미키 데루오   |
| 3      | (一)   | 오 사다하루     |
| 4      | (三)   | 나가시마 시게오 |
| 5      | (좌)   | 에토 신이치     |
| 6      | (유)   | 구와타 다케시   |
| 7      | (포)   | 모리 마사히코   |
| 8      | (투)   | 고야마 마사아키 |
| 9      | (二)   | 요시다 요시오   |

#### 수상 선수
MVP
- 하리모토 이사오(도에이)

## 같이 보기
- 일본 야구 기구
- 일본 프로 야구 올스타전